# قائمة قادة الصراعات النزارية السلجوقية
قائمة قادة وزعماء الصراعات النزارية السلجوقية

## المشاركون

دولة السلاجقة العظام في أقصى اتساعها

كانت الصراعات أكثر تعقيدًا من صراع بسيط بين النزاريين والسلاجقة. وحتى الإسماعيليين أنفسهم لم يكونوا موحدين؛ على سبيل المثال، لم يعترف الإسماعيليون في أصفهان بسلطة حسن الصباح في ألموت. في بعض الأحيان جاءت معاداة الإسماعيلية الفعلية من السكان السنة المحليين بدلاً من الحكومة السلجوقية، مثل مذبحة الإسماعيليين في أصفهان عام 1101. في الصراعات السلالية السلجوقية، كانت جميع الأطراف تعتمد على الجنود الإسماعيليين، ومن المعروف أن بعض النخب السلاجقة كانوا من المتحولين إلى الإسماعيلية (مثل إيرانشاه بن تورانشاه) أو على الأقل لديهم تعاطف مع النزاريين في بعض الأحيان (مثل بركياروق ورضوان بن تتش).

## الإسماعيليين النزاريين

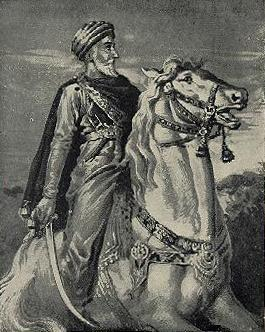
حسن الصباح

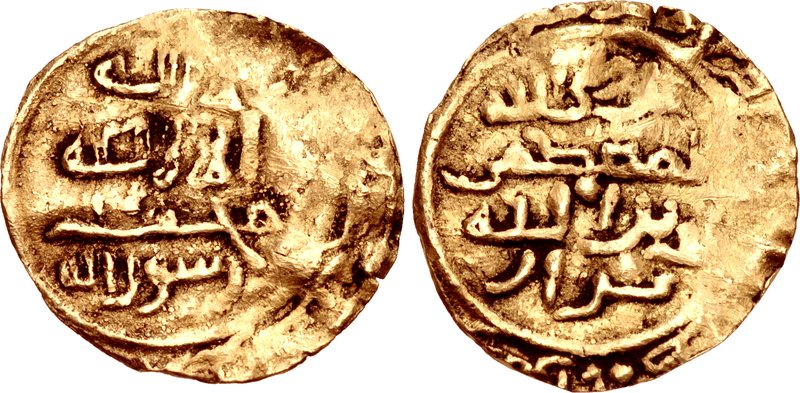
عملة الحسن الثاني حاكم آلموت

خلافاً للفاطميين الذين أنتجوا في الغالب علماء متعلمين، كان النزاريون في ألموت في الغالب منشغلين بالبقاء في بيئتهم المعادية للغاية، ومن الطبيعي أن ينتجوا أو يتحالفوا مع قادة عسكريين جيدين. العديد من هؤلاء القادة هم قادة عسكريين ودعاة دينيين في نفس الوقت.
- عبد الملك بن عطاش،[3] داعي دعاة بلاد فارس والعراق الفاطمي (1070)
  - حسن الصباح، داعي الديلم
  - طاهر ،[4] زعيم محلي في ساوة[5]
- حسن الصباح، حجة، سيد ألموت (1090–1124)
  - دهدار أبو علي الأردستاني،[6] داعي في قزوين
  - حسين القائيني،[7] داعي، محتشم (محافظ) قهستان[8]
  - كيا مظفر،[9] محتشم قهستان[10]
  - الحكيم المنجم، داعي دعاة سوريا
  - أبو طاهر الصائغ ، داعي دعاة سوريا[11] [12]
    - أبو الفتح السرميني ، داعي في سوريا
    - حسام الدين بن دملاج،[13] قائد القوات النزارية المسلحة بحلب
    - إبراهيم العجمي[14] آمر قلعة البليس
    - إسماعيل ،[15] داعي
    - أخ غير مسمى للحكيم المنجم 

  - بهرام الداعي ⚔، داعي دعاة سوريا[16] [17]
  - مؤيد الدين مظفر بن أحمد المستوفي ⚔،[18] رئيس سلجوقي سابق، آمر قلعة جردكوه[19][20][21][22][23][24][25]
  - أبو حمزة،[26] داعي في أرجان[27]
  - كيا بزرك اميد، قائد، آمر قلعة لمسر
  - كيا أبو جعفر،[28] قائد[29]
  - كيا أبو علي،[30] قائد[29]
  - كيا جرشاسب،[31] قائد[29]
  - حسن آدم القصراني
  - كيقباد الديلمي،[32] آمر قلعة تكريت[33]
- أحمد بن عبد الملك بن عطاش ،[34] داعي[35]
- كيا بزرك اميد، حجة، سيد ألموت (1124–1138)
  - دهدار أبو علي الأردستاني، عضو مجلس الحكم
  - حسن آدم القصراني، عضو مجلس الحكم
  - كيا أبو جعفر، عضو مجلس الحكم
  - إسماعيل العجمي، داعي دعاة سوريا
  - سالارجوي، أمير سلجوقي منشق[36]
  - كيا نوشاد، قائد[36]
  - خواجة محمد الناصحي الشهرستاني [37]
- كيا محمد بن بزرك اميد، حجة، سيد ألموت (1138–1162)
  - كيا محمد بن علي خسرو فيروز،[38] قائد[39]
  - كيا علي بن بزرك اميد،[40] قائد[39]
  - دهخدا أبو يوسف، قائد[10]
  - كيا حسين بن عبد الجبار[10]
  - الأمير بلقاسم شمشيرزان (أ.ح) ، قائد في لمسر[10]
  - الأمير ملكشاه، قائد[10]
  - كيا إسماعيل، قائد[10]
  - علي بن وفاء ⚔،[41] قائد في سوريا[42][43]
  - الشيخ أبو محمد، داعي دعاة سوريا

- الحسن الثاني على ذكره السلام X،[44] إمام، سيد ألموت (1162–1166)
  - راشد الدين سنان، داعي دعاة سوريا[45]
- نور الدين محمد الثاني، إمام، سيد ألموت (1166–1210)

### الحلفاء والمتعاطفين
- بركياروق بن ملكشاه (أحيانًا)، سلطان
  - مجد الملك البلاساني ،[46] وزير بركياروق[33]
  -  أميرداد الحبشي،[47] أمير لبركياروق،[20] قائد طبرستان وجرجان[48]
    - مؤيد الدين مظفر بن أحمد المستوفي، رئيس سلجوقي
- سعد الملك ، وزير محمد بن ملكشاه[49]
- قوام الدين أبو القاسم الدرغزيني، وزير محمود الثاني
- إيرانشاه بن تورانشاه، سلطان سلاجقة كرمان[27]
- أحمد سنجر، حاكم خراسان (1097–1118)، سلطان الدولة السلجوقية (1118–1153)
- فخر الملك رضوان بن تتش، سلطان حلب
- شمس الملك ألب أرسلان الأخرس (حتى 1113)، سلطان حلب
- إيلغازي بن أرتق، أمير، أمير ماردين وميافارقين الأرتقي
- ظاهر الدين طغتكين، أتابك دمشق
  - أبو علي طاهر بن سعد المزدقاني ،[50] وزير[51]
- شهرنوش بن هزاراسف بن نموار، حاكم باوندي
- هزاراسف بن شهرنوش (ت. 1190)، حاكم بادوسباني[52]
- ريموند بواتييه ⚔، أمير أنطاكية
- العميد بن منصور،[53] حاكم ترشيز[54]
- غيرهم الكثير*[55]

## أعداء النزاريين

### الدولة السلجوقية

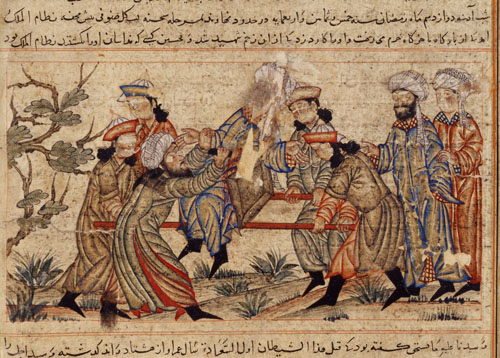
اغتيال نظام الملك

- ملكشاه الأول X، سلطان الدولة السلجوقية (1072–1092)
  - نظام الملك X، وزير، أتابك ملكشاه الأول، الحاكم الفعلي (1072–1092)
  -  أبو مسلم،[56] رئيس الري[57]
  -  الأمير يورنتاش،[58] أمير رودبار[59][60]
  -  الأمير أرسلان تاش،[61] أمير[62]
  -  الأمير قزل سارغ،[63] أمير[62]
- بركياروق بن ملكشاه، سلطان الدولة السلجوقية (1094–1105)
  - عبد الرحمن السميرمي X، وزير
  - عبد الجليل أبو الفتح دردانه الدهستاني X (م.ج)، وزير[10]
  - فخر الملك X، وزير
  -  أحمد سنجر، حاكم خراسان (1097–1118)
    - برسق الأكبر X، أسفهسلار، والي لرستان، أتابك سنجر، شحنة خراسان

  -  أحمد بن محمد اللباد X، والي أصفهان
  -  أبو مسلم X، رئيس الري
  -  أنوشتكين،[64] أمير[29]
  -  أنر الملكشاهي X، سباهدار[10]
  -  سياه X، أمير[10]
  -  أرغوش النظامي X، سباهدار، مملوك لنظام الملك[10]
    - كجمش X، نائب أرغوش النظامي[10]

  -  سرزان الملكشاهي X، سباهدار[10]
  -  سنقرجه X، والي دهستان[10]
  -  سلطان العلماء أبو القاسم الأسفزاري X، رئيس بيهق[10]
  - عبد الرحمن القزويني X[10]
  - أبو محمد الزعفراني،[65] عالم حنفي، قائد عسكري[29]
  - إسكندر الصوفي القزويني X،[66] مفتي[29]
  - عبد الله الأصفهاني X، قاضي[10]
  - منتهي العلوي X، مفتي جرجان[10]

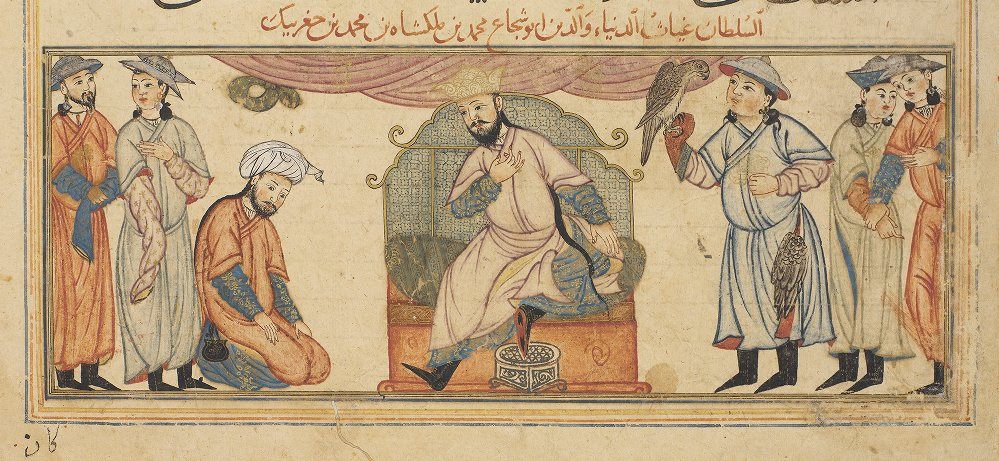
السلطان محمد بن ملكشاه

- محمد بن ملكشاه، سلطان الدولة السلجوقية (1105–1118)
  -  أحمد سنجر، حاكم خراسان (1097–1118)
  -  فخر الدولة جاولي،[67] أتابك فارس[68]
  -  أنوشتكين شيركير،[69] أتابك، والي ساوة
  -  شرف الدين مودود X، أسفهسلار، أتابك الموصل، والي ديار بكر والشام[70][71]
  -  آق سنقر البرسقي X، أتابك الموصل[72][73]
  - أحمد بن نظام الملك (ج ح)، وزير
  -  أحمديل بن إبراهيم الكردي X، أتابك مراغة[74]
  -  بلاكبك سرموز X، أمير كبير[75][10]
  - أبو عميد X، مستوفي (محاسب) الري
  - أبو المظفر الخجندي X، رئيس الدعاة، مفتي[75][10]
  - أبو جعفر المشاطي الرازي X، مفتي الري[10]
  -  أبو الحسن X، رئيس بيهق[10]
  - عبيد الله بن علي الخطيبي X، قاضي أصفهان
  - سعيد بن محمد بن عبد الرحمن X، قاضي نيسابور
  - أبو العلاء X، مفتي في أصفهان[10]

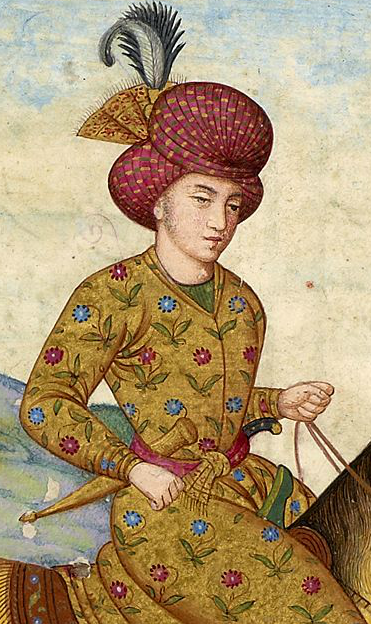
السلطان أحمد سنجر، منمنمة فارسية

- أحمد سنجر، الرأس الاسمي للسلالة السلجوقية (1118–1153) (السلطان الأعظم)[76]
  - معين الملك أبو نصر بن فضل X، وزير
  - معين الدين الكاشي X، وزير
  - يمين الدولة خوارزمشاه X، وزير، أمير من السلالة الخوارزمية
  -  بزغش،[77] أمير[35]
  -  الأمير قجق،[78] أمير[54]
  -  محمد بن أنز،[79] أمير[54]
  -  علاء الدين محمود،[80] والي ترشيز[54]
  -  آق سنقر X، والي ترشيز المملوك (قُتل أثناء تمرده على السلطان)[10][75]
  - غير مسمى X، قاضي قهستان
  -  طغرل المحلي X، والي دامغان[10]

- محمود الثاني، سلطان سلاجقة العراق (1118–1131)
  - كمال الملك أبو طالب السميرمي X، وزير
  -  طمورطغان (أ.ح)،[81] أمير[82][10]
  -  يرنقش بازدار ،[83] أمير قزوين[10]
  -  أنر X، أمير خراسان[10]
  -  أصيل،[84] قائد
  -  أمير تركي غير مسمى في قزوين ⚔[10]
  -  أبناء ليرنقش بازدار غير مسمين[10]
  -  قيماز الحرامي، قائد[10]
  -  حسام الدين سنقر إينانج X، والي الري[10]
  - أبو نصر محمد بن نصر بن منصور الهروي X، قاضي همدان الحنفي[10][75]
  - عبد اللطيف الخجندي X، زعيم شافعي في أصفهان[75][10]
- داود بن محمود X، سلطان سلاجقة العراق (1131–1132)
- طغرل الثاني، سلطان سلاجقة العراق (1132–1135)
  - غير مسمى X، وزير
- غياث الدين مسعود، سلطان سلاجقة العراق (1135–1152)
  -  عباس X، أمير، شحنة الري[10]
    - مقرب الدين جوهر X، حاجب

  -  دولتشاه العلوي X، رئيس أصفهان
  -  آق سنقر الأحمديلي X، أتابك مراغة
  -  شمس التبريزي X، رئيس تبريز[10]
  - الحسن بن أبي القاسم الكرخي X، مفتي قزوين
  -  قطلوغ، والي قزوين[10]
  -  آق سنقر الفيروزكوهي، والي الري[10]
  -  خمارطاش، قائد[10]
  - غير مسمى، قاضي تبليسي X
  - غير مسمى، قاضي همدان X
- محمد الثاني بن محمود، سلطان الدولة السلجوقية (1153–1159)
- بلك بن بهرام، أمير، والي حلب
- أبو الحسن بن الخشاب X، قاضي ورئيس حلب، الحاكم الفعلي لحلب منذ 1113
- نور الدين محمود، أمير دمشق وحلب الزنكي
- جناح الدولة حسين بن ملاعب X، أمير حمص
- شمس الملك ألب أرسلان الأخرس (منذ 1113)، سلطان حلب
  - صاعد بن بديع X،[85] رئيس حلب وقائد ميليشيا (الأحداث)
- تاج الملوك بوري X (م.ج)، أتابك دمشق البوري
  - مفرج بن الحسن بن الصوفي[86] والي دمشق (رئيس الشحنة)[51]
  - يوسف بن فيروز،[87] الحاكم العسكري لدمشق (رئيس الشرطة)[51] [88]
- ناصر الدولة بن المهلهل X، وزير
- جرشاسف X، والي كرمان

### الدولة العباسية

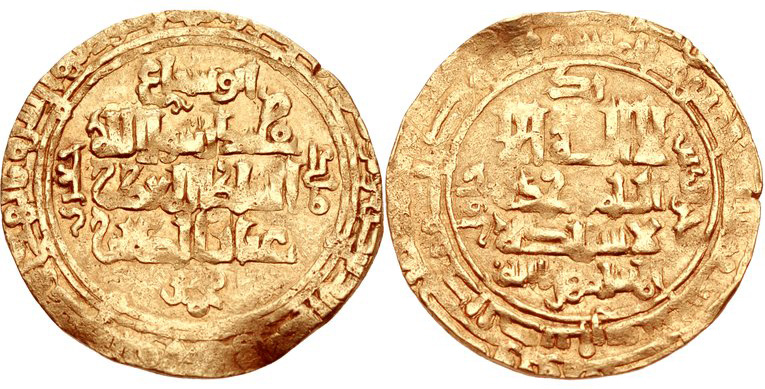
عملة سكت بأسماء الخليفة المستظهر بالله والسلطان السلجوقي محمد بن ملكشاه

- أحمد المستظهر بالله، خليفة
- الفضل المسترشد بالله X، خليفة
- المنصور الراشد بالله X، خليفة
- الحسن المستضيء بأمر الله، خليفة
  - عضد الدين أبو الفرج محمد بن عبد الله X، وزير

### الدولة الفاطمية

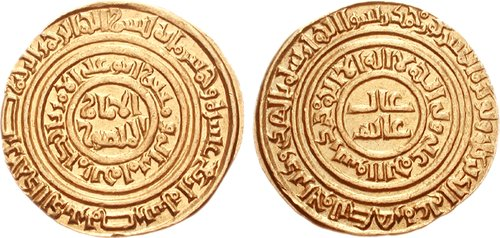
عملة الآمر بأحكام الله

- الأفضل شاهنشاه X، وزير، الحاكم الفعلي لمصر
- المنصور الآمر بأحكام الله X، خليفة–إمام
  - المأمون البطائحي ، وزير
  - سيف الدولة خلف بن ملاعب X، أمير شبه مستقل لحمص وأفاميا[89]
  - مصعب بن ملاعب،[90] قائد[89]

### الدولة الأيوبية
- صلاح الدين الأيوبي (ج ح)، سلطان سوريا ومصر

### الصليبيين

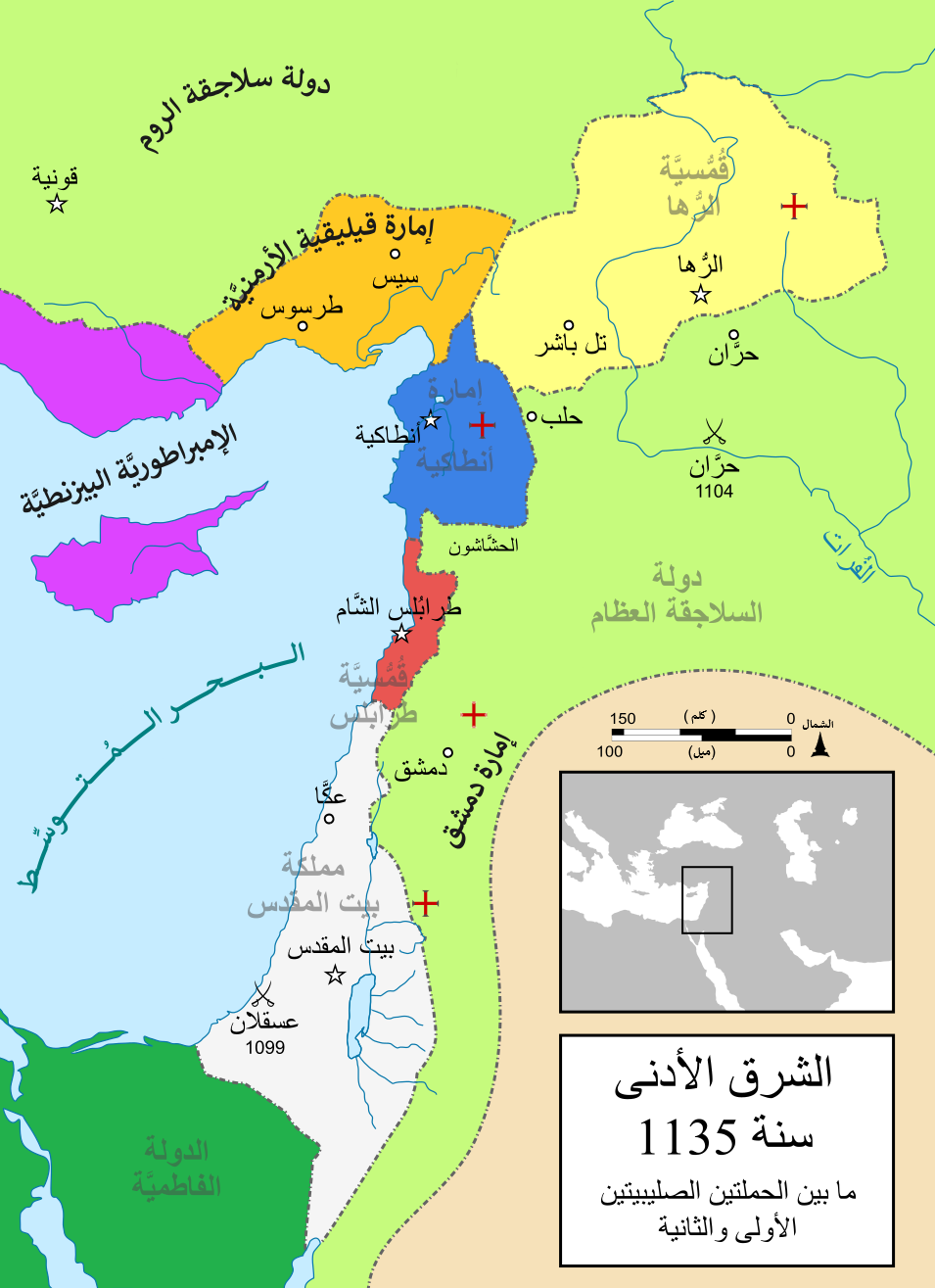
خريطة الدول الصليبية

إمارة أنطاكية
- تانكرد، وصي أنطاكية[89]

 مملكة بيت المقدس
- بالدوين الثاني، ملك بيت المقدس
- كونراد الأول X، ملك بيت المقدس (بحكم أمر الواقع)
- عموري الأول، ملك بيت المقدس

 كونتية طرابلس
- ريموند الثاني X، كونت طرابلس
  - رالف الميرلي X، فارس
  - ملازم غير مسمى X

 فرسان الهيكل
- أودو من ساينت آماند [الإنجليزية] (أ.ح)، سيد أكبر (1171–1179)
  - غوتييه دو مايسنيل (أ.ح)، فارس[91]

 فرسان الإسبتارية
- ريموند دو بوي، سيد أكبر
- جيلبرت الأسايلي، سيد أكبر
- روجر دي مولان ⚔، سيد أكبر
- غيرين دي مونتايجو، سيد أكبر

### قادة آخرين (شبه) مستقلين
- مهدي (أ.ح)،[92] آمر زيدي لقلعة ألموت[8]
- بهاء الدولة السيستاني
- رساموج،[93] آمر قلعة لمسر
- شاه غازي رستم، حاكم مازندران وجيلان الباوندي[94]
  - جردبازو X، ملك مازندران[94]
- الحسن بن رستم X، حاكم باوندي
- كايكاوس، حاكم بادوسباني (ت. 1165/1164)[52]
- أبو هاشم العلوي (أ.ح) ، إمام زيدي[95]
- هادي كيا بن أبي هاشم X، إمام زيدي[10]
- محمشاد X، زعيم الكرامية[10]
- جرشاسف ⚔، أمير، حاكم في جورجيا[10][75]